# Ischaemum veldkampii
Ischaemum veldkampii là một loài thực vật có hoa trong họ Hòa thảo. Loài này được Lasut mô tả khoa học đầu tiên năm 2006.